# 林立 (棒球員)
林立（1996年1月1日—），台灣棒球選手，目前效力於中華職棒樂天桃猿，也擔任現任樂天桃猿隊長職位。守備位置為內野手、外野手。

## 生平
林立出身自花蓮縣太巴塱部落（阿美族）。直到小學四年級時轉學至桃園大勇國小後才加入棒球隊，並成為游擊手。高二升高三時曾參與18U世界盃棒球賽，與梁家榮為隊友。大學時期國手資歷較少，但常入選國家培訓隊，也曾赴美打夏季聯盟。大三下學期時決定參與2017年季中選秀會，被Lamigo桃猿以第二輪（全選秀會第五順位）選進，8月8日正式以440萬簽約金、60萬激勵獎金加盟。
林立亦是中華職棒歷史上第三位贏得過「年度MVP」（2022年）、「台灣大賽MVP」（2019）及「明星賽MVP」（2023年）的球員。

## 經歷
- 桃園市八德區大勇國小少棒隊
- 桃園市立新明國民中學青少棒隊
- 桃園市立平鎮高級中等學校青棒隊
- 桃園市國立體育大學棒球隊（台灣啤酒），2015年暑假曾加入美國大學夏季聯盟巴特爾克里克轟炸機隊(Battle Creek Bombers)
- 中華職棒Lamigo桃猿（2017年8月8日－2019年12月16日）
- 中華職棒樂天桃猿（2019年12月17日－）

## 特殊事蹟
- 2017年8月30日，於洲際棒球場面對中信兄弟先發投手洪宸宇，生涯首打席就擊出全壘打，為中華職棒史上第二位達成此成就之本土球員[4]，當日五打數三安打的表現，也獲得單場最有價值球員。
- 2018年4月21日，於桃園國際棒球場，10局下面對統一7-ELEVEn獅投手邱浩鈞，擊出生涯首支再見安打。
- 2019年4月27日，於桃園國際棒球場，12局下面對統一7-ELEVEn獅投手王鏡銘，擊出生涯首支再見全壘打。
- 2019年6月20日，於桃園國際棒球場，5局下面對中信兄弟後援投手彭識穎，擊出生涯首支滿貫全壘打，連同首局的全壘打，也是生涯首次雙響砲。
- 2019年8月30日，於桃園國際棒球場對戰統一7-ELEVEn獅隊，五局下從先發投手林子崴手中擊出滿貫全壘打，達成個人職棒生涯單季3支滿貫砲，也平中華職棒的紀錄。

## 職棒生涯成績

### 中華職棒
| 年度 | 球隊       | 出賽 | 打數 | 安打 | 全壘打 | 打點 | 盜壘 | 三振 | 四壞 | 壘打數 | 雙殺打 | 打擊率 | 上壘率 | 長打率 | OPS   |
| ---- | ---------- | ---- | ---- | ---- | ------ | ---- | ---- | ---- | ---- | ------ | ------ | ------ | ------ | ------ | ----- |
| 2017 | Lamigo桃猿 | 13   | 47   | 16   | 2      | 11   | 2    | 15   | 6    | 24     | 2      | 0.340  | 0.415  | 0.511  | 0.926 |
| 2018 | Lamigo桃猿 | 95   | 306  | 97   | 7      | 38   | 12   | 82   | 16   | 140    | 6      | 0.317  | 0.352  | 0.458  | 0.810 |
| 2019 | Lamigo桃猿 | 103  | 388  | 151  | 20     | 81   | 9    | 72   | 35   | 248    | 9      | 0.389  | 0.440  | 0.639  | 1.079 |
| 2020 | 樂天桃猿   | 108  | 416  | 149  | 25     | 86   | 22   | 107  | 37   | 255    | 5      | 0.358  | 0.416  | 0.613  | 1.029 |
| 2021 | 樂天桃猿   | 98   | 364  | 101  | 7      | 47   | 27   | 89   | 33   | 156    | 11     | 0.277  | 0.341  | 0.429  | 0.770 |
| 2022 | 樂天桃猿   | 109  | 418  | 140  | 14     | 83   | 22   | 77   | 40   | 216    | 5      | 0.335  | 0.391  | 0.517  | 0.908 |
| 2023 | 樂天桃猿   | 62   | 234  | 79   | 6      | 35   | 5    | 40   | 24   | 116    | 6      | 0.338  | 0.397  | 0.496  | 0.893 |
| 2024 | 樂天桃猿   | 86   | 337  | 119  | 5      | 34   | 19   | 57   | 28   | 151    | 4      | 0.353  | 0.404  | 0.448  | 0.852 |
| 合計 | 8年        | 674  | 2510 | 852  | 86     | 415  | 118  | 539  | 219  | 1306   | 48     | 0.339  | 0.394  | 0.520  | 0.914 |

- (粗黑體字為該年度最佳或最高成績)

## 外部連結
- 林立在台灣棒球維基館上的頁面（繁體中文）
- 林立在美國職棒官網（英语）
- 林立在中華職棒官網
- 林立在Baseball-Reference.com（小聯盟以及海外聯盟）（英语）
- 林立在Global Sports Archive（英语）
- 林立的Facebook專頁

| 獎項                 | 獎項                                | 獎項                      |
| -------------------- | ----------------------------------- | ------------------------- |
| 前任： 陳俊秀 梁家榮 | 中華職棒打擊王 2019年 2022年 2024年 | 繼任： 陳傑憲 梁家榮 現任 |
| 前任： 王威晨        | 中華職棒安打王 2022年               | 繼任： 劉基鴻             |
| 前任： 朱育賢        | 中華職棒打點王 2022年               | 繼任： 廖健富             |
| 前任： 陳晨威        | 中華職棒盜壘王 2021年               | 繼任： 陳晨威             |
| 前任： 蔣智賢        | 中華職棒最佳十人獎（三壘手） 2019年 | 繼任： 王威晨             |
| 前任： 林靖凱        | 中華職棒最佳十人獎（二壘手） 2022年 | 繼任： 李凱威             |
| 前任： 陳俊秀        | 台灣大賽最有價值球員獎 2019年       | 繼任： 潘武雄             |